# Super Junior-K.R.Y.
Super Junior-K.R.Y. é o primeiro subgrupo oficial da boy band sul-coreana Super Junior. Formado em 2006, consiste de três integrantes: Yesung, Ryeowook e Kyuhyun.  A estreia oficial do trio aconteceu em 5 de novembro de 2006 no KBS Music Bank, com a performance da canção "The One I Love", tema do drama Hyena.  A criação do trio foi parte de uma estratégia da SM Entertainment de não limitar as atividades dos integrantes  apenas ao Super Junior.
Os integrantes do grupo, até o momento, mostraram ser os possuidores dos vocais mais poderosos do grupo.

## Carreira

### 2006 - 2011
Super Junior-K.R.Y. contribuiu com mais duas canções para a trilha sonora do drama Hyena. O trio também participou de outras trilhas sonoras de dramas, tendo uma canção como tema de duas séries, Snow Flower e Billie Jean, Look at Me.
O subgrupo realizou sua mini-turnê no Japão, em agosto de 2010. Eles realizaram dois concertos em Kobe em novembro e mais dois em Fukuoka, no mês de dezembro. Cerca de 22,000 pessoas assistiram aos shows da turnê.

### 2012 - presente
Em novembro de 2012, o trio realizou um concerto em Yokohama no qual anunciou que seria lançado o primeiro single oficial do grupo, intitulado "Promise You" no dia 23 de janeiro de 2013.  Um teaser para o videoclipe foi mostrado durante o concerto e lançado oficialmente através do YouTube, alguns dias depois.
"Promise You" foi lançado no dia 23 de janeiro de 2013 e estreou na segunda posição no ranking diário da Oricon. No total, o single vendeu 40,645 cópias apenas em seu primeiro dia de vendas.  No dia seguinte, o single subiu para a primeira posição, vendendo 15,197 cópias.  Na primeira semana de vendas "Promise You" vendeu 69,067 unidades, ficando em segundo lugar no ranking semanal da Oricon.

## Integrantes
- Yesung
- Ryeowook
- Kyuhyun

## Discografia
| Trilhas sonoras - 2006: Hyena - 2006: Snow Flower - 2007: Billie Jean, Look at Me - 2009: Partner - 2011: Superstar K3 theme song - Mnet - 2012: Yoon Il Sang 21st Anniversary 'I’m 21' Part 2 - 2012: To the Beautiful You - 2012: Ms Panda and Mr Hedgehog | Singles - 2013: Promise You |

## Turnês e concertos
- 2010-2011: Super Junior K.R.Y. The 1st Concert
- 2012-2013: Super Junior K.R.Y. Special Winter Concert